# Maebyeong
Maebyeong là Romaja quốc ngữ của từ 매병 trong tiếng Hàn để chỉ các loại bình Triều Tiên với gờ miệng nhỏ hơi cong, cổ ngắn, vai thuôn tròn và eo hẹp. Maebyong có nguồn gốc từ mai bình (nghĩa đen "bình [hoa] mơ") của Trung Quốc. Ban đầu chúng được sử dụng để đựng rượu và sau đó là để cắm các cành mai.
Một số maebyeong có nắp đậy hình chén trên miệng, vì thế dường như chúng đã được sử dụng để lưu giữ các loại rượu chất lượng cao, như insamju (인삼주, nhân sâm tửu) hay maehwaju (매화주; mai hoa tửu). Ban đầu nó có thể có nắp đậy và nhiều maebyong với trang trí hình lá nhân sâm trên bề mặt.

## Thư viện ảnh

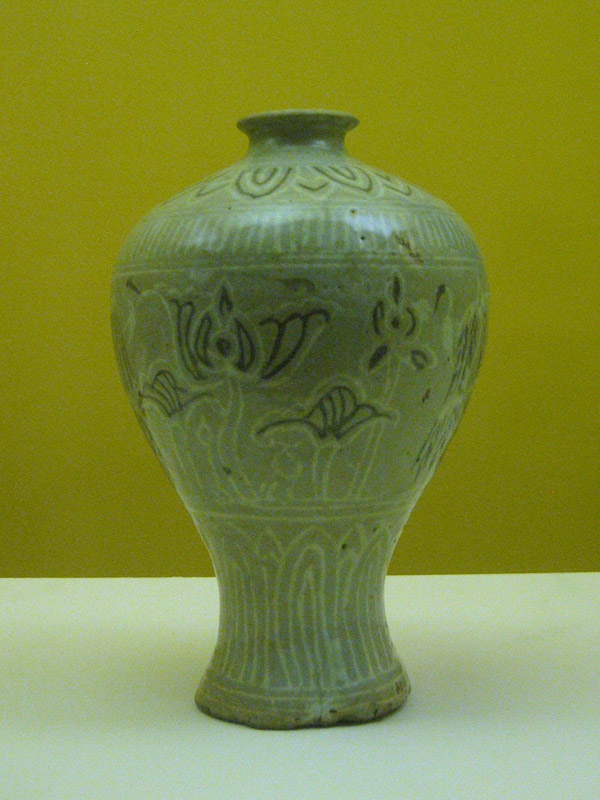
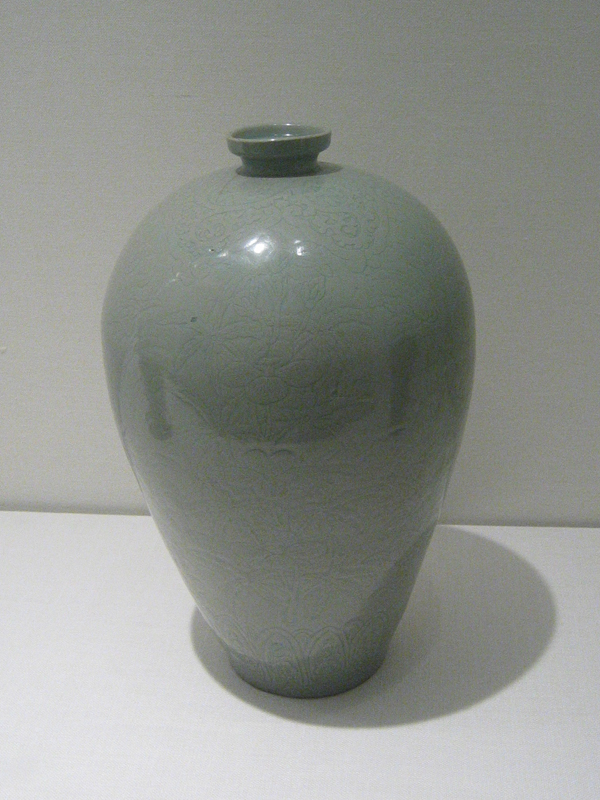
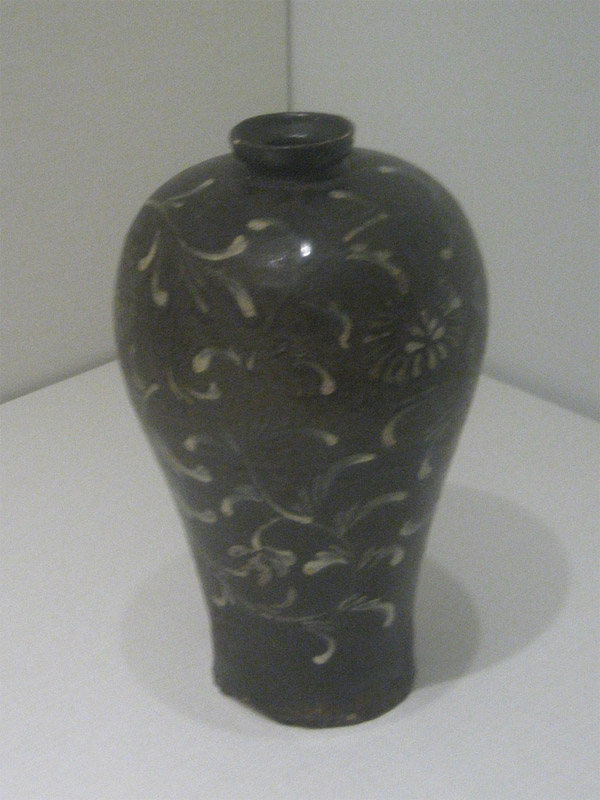
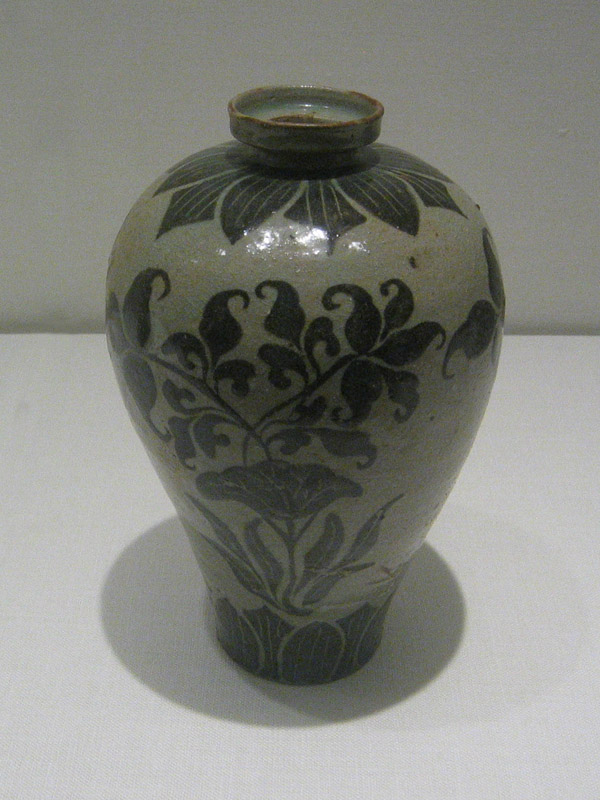